# Biathlon-Weltcup 1993/94
Der Biathlon-Weltcup 1993/94 war eine Wettkampfserie im Biathlon, die aus jeweils 12 Einzel-, sechs Staffel- und ein Teamrennen für Männer und Frauen bestand und an sechs Veranstaltungsorten ausgetragen wurde. Neben den sechs Weltcupveranstaltungen in Bad Gastein, auf der Pokljuka, in Ruhpolding, Antholz, Hinton und Canmore fanden die Olympischen Winterspiele 1994 im norwegischen Lillehammer statt. Die Ergebnisse gingen allerdings als letzte Resultate eines Großereignis nicht in die Weltcup-Wertung ein.
Den Gesamtweltcup bei den Männern gewann Patrice Bailly-Salins vor Sven Fischer und Frank Luck, bei den Frauen Swjatlana Paramyhina vor Nathalie Santer und Anne Briand.

## Männer

### Resultate
| 1. Weltcup in Bad Gastein, 9. Dezember 1993 – 12. Dezember 1993 | 1. Weltcup in Bad Gastein, 9. Dezember 1993 – 12. Dezember 1993 | 1. Weltcup in Bad Gastein, 9. Dezember 1993 – 12. Dezember 1993           | 1. Weltcup in Bad Gastein, 9. Dezember 1993 – 12. Dezember 1993                 | 1. Weltcup in Bad Gastein, 9. Dezember 1993 – 12. Dezember 1993 |
| --------------------------------------------------------------- | --------------------------------------------------------------- | ------------------------------------------------------------------------- | ------------------------------------------------------------------------------- | --------------------------------------------------------------- |
| Datum                                                           | Disziplin                                                       | Erster Platz                                                              | Zweiter Platz                                                                   | Dritter Platz                                                   |
| 9. Dezember 1993 (Do.)                                          | Einzel (20 km)                                                  | Sergei Tarassow                                                           | Ricco Groß                                                                      | Tomasz Sikora                                                   |
| 11. Dezember 1993 (Sa.)                                         | Sprint (10 km)                                                  | Patrice Bailly-Salins                                                     | Vesa Hietalahti                                                                 | Waleri Kirijenko                                                |
| 12. Dezember 1993 (So.)                                         | Staffel (4 × 7,5 km)                                            | BelarusIgor Chochrjakow Wadsim Saschuryn Aleh Ryschankou Aljaksandr Papou | FrankreichThierry Dusserre Patrice Bailly-Salins Christian Dumont Hervé Flandin | DeutschlandRicco Groß Frank Luck Mark Kirchner Jens Steinigen   |

| 2. Weltcup auf der Pokljuka, 16. Dezember 1993 – 19. Dezember 1993 | 2. Weltcup auf der Pokljuka, 16. Dezember 1993 – 19. Dezember 1993 | 2. Weltcup auf der Pokljuka, 16. Dezember 1993 – 19. Dezember 1993 | 2. Weltcup auf der Pokljuka, 16. Dezember 1993 – 19. Dezember 1993               | 2. Weltcup auf der Pokljuka, 16. Dezember 1993 – 19. Dezember 1993      |
| ------------------------------------------------------------------ | ------------------------------------------------------------------ | ------------------------------------------------------------------ | -------------------------------------------------------------------------------- | ----------------------------------------------------------------------- |
| Datum                                                              | Disziplin                                                          | Erster Platz                                                       | Zweiter Platz                                                                    | Dritter Platz                                                           |
| 16. Dezember 1993 (Do.)                                            | Einzel (20 km)                                                     | Patrice Bailly-Salins                                              | Sergei Tschepikow                                                                | Waleri Kirijenko                                                        |
| 18. Dezember 1993 (Sa.)                                            | Sprint (10 km)                                                     | Wiktor Maigurow                                                    | Sven Fischer                                                                     | Aljaksandr Papou                                                        |
| 19. Dezember 1993 (So.)                                            | Staffel (4 × 7,5 km)                                               | DeutschlandPeter Sendel Frank Luck Mark Kirchner Sven Fischer      | FrankreichThierry Dusserre Patrice Bailly-Salins Gilles Marguet Christian Dumont | ItalienPatrick Favre Johann Passler Wilfried Pallhuber Andreas Zingerle |

| 3. Weltcup in Ruhpolding, 13. Januar 1994 – 16. Januar 1994 | 3. Weltcup in Ruhpolding, 13. Januar 1994 – 16. Januar 1994 | 3. Weltcup in Ruhpolding, 13. Januar 1994 – 16. Januar 1994                   | 3. Weltcup in Ruhpolding, 13. Januar 1994 – 16. Januar 1994            | 3. Weltcup in Ruhpolding, 13. Januar 1994 – 16. Januar 1994     |
| ----------------------------------------------------------- | ----------------------------------------------------------- | ----------------------------------------------------------------------------- | ---------------------------------------------------------------------- | --------------------------------------------------------------- |
| Datum                                                       | Disziplin                                                   | Erster Platz                                                                  | Zweiter Platz                                                          | Dritter Platz                                                   |
| 13. Januar 1994 (Do.)                                       | Einzel (20 km)                                              | Patrice Bailly-Salins                                                         | Wiktor Maigurow                                                        | Andreas Zingerle                                                |
| 15. Januar 1994 (Sa.)                                       | Sprint (10 km)                                              | Patrick Favre                                                                 | Petr Garabík                                                           | Aleh Ryschankou                                                 |
| 16. Januar 1994 (So.)                                       | Staffel (4 × 7,5 km)                                        | FrankreichThierry Dusserre Patrice Bailly-Salins Lionel Laurent Hervé Flandin | ItalienPatrick Favre Johann Passler Pieralberto Carrara Hubert Leitgeb | DeutschlandJens Steinigen Frank Luck Mark Kirchner Sven Fischer |

| 4. Weltcup in Antholz, 20. Januar 1994 – 23. Januar 1994 | 4. Weltcup in Antholz, 20. Januar 1994 – 23. Januar 1994 | 4. Weltcup in Antholz, 20. Januar 1994 – 23. Januar 1994                    | 4. Weltcup in Antholz, 20. Januar 1994 – 23. Januar 1994    | 4. Weltcup in Antholz, 20. Januar 1994 – 23. Januar 1994       |
| -------------------------------------------------------- | -------------------------------------------------------- | --------------------------------------------------------------------------- | ----------------------------------------------------------- | -------------------------------------------------------------- |
| Datum                                                    | Disziplin                                                | Erster Platz                                                                | Zweiter Platz                                               | Dritter Platz                                                  |
| 20. Januar 1994 (Do.)                                    | Einzel (20 km)                                           | Sven Fischer                                                                | Patrick Favre                                               | Frank Luck                                                     |
| 22. Januar 1994 (Sa.)                                    | Sprint (10 km)                                           | Frank Luck                                                                  | Pieralberto Carrara                                         | Sergei Tarassow                                                |
| 23. Januar 1994 (So.)                                    | Staffel (4 × 7,5 km)                                     | RusslandWaleri Medwedzew Waleri Kirijenko Sergei Tarassow Sergei Tschepikow | DeutschlandRicco Groß Frank Luck Mark Kirchner Sven Fischer | SchwedenUlf Johansson Per Brandt Leif Andersson Fredrik Kuoppa |

| 5. Weltcup in Hinton, 10. März 1994 – 13. März 1994 | 5. Weltcup in Hinton, 10. März 1994 – 13. März 1994 | 5. Weltcup in Hinton, 10. März 1994 – 13. März 1994                      | 5. Weltcup in Hinton, 10. März 1994 – 13. März 1994         | 5. Weltcup in Hinton, 10. März 1994 – 13. März 1994                           |
| --------------------------------------------------- | --------------------------------------------------- | ------------------------------------------------------------------------ | ----------------------------------------------------------- | ----------------------------------------------------------------------------- |
| Datum                                               | Disziplin                                           | Erster Platz                                                             | Zweiter Platz                                               | Dritter Platz                                                                 |
| 10. März 1994 (Do.)                                 | Einzel (20 km)                                      | Wilfried Pallhuber                                                       | Waleri Kirijenko                                            | Frank Luck                                                                    |
| 12. März 1994 (Sa.)                                 | Sprint (10 km)                                      | Sven Fischer                                                             | Wladimir Dratschow                                          | Frank Luck                                                                    |
| 13. März 1994 (So.)                                 | Staffel (4 × 7,5 km)                                | ItalienPatrick Favre Hubert Leitgeb Pieralberto Carrara Andreas Zingerle | DeutschlandRicco Groß Frank Luck Mark Kirchner Sven Fischer | FrankreichGilles Marguet Patrice Bailly-Salins Thierry Dusserre Hervé Flandin |

| 6. Weltcup in Canmore, 17. März 1994 – 20. März 1994 | 6. Weltcup in Canmore, 17. März 1994 – 20. März 1994 | 6. Weltcup in Canmore, 17. März 1994 – 20. März 1994                          | 6. Weltcup in Canmore, 17. März 1994 – 20. März 1994                       | 6. Weltcup in Canmore, 17. März 1994 – 20. März 1994                         |
| ---------------------------------------------------- | ---------------------------------------------------- | ----------------------------------------------------------------------------- | -------------------------------------------------------------------------- | ---------------------------------------------------------------------------- |
| Datum                                                | Disziplin                                            | Erster Platz                                                                  | Zweiter Platz                                                              | Dritter Platz                                                                |
| ??. März 1994 (??)                                   | Staffel (4 × 7,5 km)                                 | RusslandAlexei Kobelew Wladimir Dratschow Sergei Tarassow Alexander Tropnikow | BelarusWiktor Maigurow Aleh Ryschankou Aljaksandr Papou Wadsim Saschuryn   | ItalienPatrick Favre Wilfried Pallhuber Pieralberto Carrara Andreas Zingerle |
| 17. März 1994 (Do.)                                  | Einzel (20 km)                                       | Hubert Leitgeb                                                                | Wadsim Saschuryn                                                           | Jon Åge Tyldum                                                               |
| 19. März 1994 (Sa.)                                  | Sprint (10 km)                                       | Sylfest Glimsdal                                                              | Wiktor Maigurow                                                            | Patrice Bailly-Salins                                                        |
| 20. März 1994 (So.)                                  | Team (20 km) (WM)                                    | ItalienPieralberto Carrara Hubert Leitgeb Andreas Zingerle Wilfried Pallhuber | RusslandWladimir Dratschow Alexei Kobelew Waleri Kirijenko Sergei Tarassow | DeutschlandJens Steinigen Marco Morgenstern Peter Sendel Steffen Hoos        |

### Weltcupstände
| Endstand nach 12 Rennen (Top 10) |                       |        |       |
| \| Rang \| Name \| Punkte \| Siege \| \| ---- \| --------------------- \| ------ \| ----- \| \| 01 \| Patrice Bailly-Salins \| 193 \| 3 \| \| 02 \| Sven Fischer \| 191 \| 2 \| \| 03 \| Frank Luck \| 163 \| 1 \| \| 04 \| Waleri Kirijenko \| 147 \| 0 \| \| 05 \| Wilfried Pallhuber \| 142 \| 1 \| \| 06 \| Ricco Groß \| 142 \| 0 \| \| 07 \| Sergei Tarassow \| 141 \| 1 \| \| 08 \| Wiktor Maigurow \| 137 \| 1 \| \| 09 \| Andreas Zingerle \| 136 \| 0 \| \| 10 \| Wladimir Dratschow \| 113 \| 0 \| |                       |        |       |
| Rang | Name                  | Punkte | Siege |
| 01 | Patrice Bailly-Salins | 193    | 3     |
| 02 | Sven Fischer          | 191    | 2     |
| 03 | Frank Luck            | 163    | 1     |
| 04 | Waleri Kirijenko      | 147    | 0     |
| 05 | Wilfried Pallhuber    | 142    | 1     |
| 06 | Ricco Groß            | 142    | 0     |
| 07 | Sergei Tarassow       | 141    | 1     |
| 08 | Wiktor Maigurow       | 137    | 1     |
| 09 | Andreas Zingerle      | 136    | 0     |
| 10 | Wladimir Dratschow    | 113    | 0     |

| Rang | Name                  | Punkte | Siege |
| ---- | --------------------- | ------ | ----- |
| 01   | Patrice Bailly-Salins | 96     | 2     |
| 02   | Sven Fischer          | 93     | 1     |
| 03   | Ricco Groß            | 88     | 0     |
| 04   | Waleri Kirijenko      | 86     | 0     |
| 05   | Frank Luck            | 85     | 0     |
| 06   | Andreas Zingerle      | 73     | 0     |
| 07   | Wilfried Pallhuber    | 72     | 1     |
| 08   | Hervé Flandin         | 69     | 0     |
| 09   | Sergei Tarassow       | 67     | 1     |
| 10   | Wadsim Saschuryn      | 59     | 0     |

| Rang | Name                  | Punkte | Siege |
| ---- | --------------------- | ------ | ----- |
| 01   | Sven Fischer          | 98     | 1     |
| 02   | Patrice Bailly-Salins | 97     | 1     |
| 03   | Wiktor Maigurow       | 87     | 1     |
| 04   | Wladimir Dratschow    | 84     | 0     |
| 05   | Frank Luck            | 78     | 1     |
| 06   | Sergei Tarassow       | 74     | 0     |
| 07   | Wilfried Pallhuber    | 70     | 0     |
| 08   | Sylfest Glimsdal      | 65     | 1     |
| 09   | Andreas Zingerle      | 63     | 0     |
| 10   | Waleri Kirijenko      | 61     | 0     |

| Rang | Land        | Punkte | Siege |
| ---- | ----------- | ------ | ----- |
| 01   | Deutschland | 106    | 1     |
| 02   | Frankreich  | 106    | 1     |
| 03   | Italien     | 104    | 1     |
| 04   | Russland    | 102    | 2     |
| 05   | Belarus     | 99     | 1     |
| 06   | Norwegen    | 81     | 0     |
| 07   | Schweden    | 77     | 0     |
| 08   | Österreich  | 77     | 0     |
| 09   | Slowenien   | 71     | 0     |
| 10   | Estland     | 67     | 0     |

| Endstand nach 18 Rennen (Top 10) |             |        |       |
| \| Rang \| Land \| Punkte \| Siege \| \| ---- \| ----------- \| ------ \| ----- \| \| 01 \| Deutschland \| 3737 \| 4 \| \| 02 \| Russland \| 3681 \| 3 \| \| 03 \| Italien \| 3643 \| 4 \| \| 04 \| Belarus \| 3528 \| 2 \| \| 05 \| Frankreich \| 3513 \| 4 \| \| 06 \| Norwegen \| 3395 \| 1 \| \| 07 \| Tschechien \| 3240 \| 0 \| \| 08 \| Österreich \| 3114 \| 0 \| \| 09 \| Slowenien \| 2611 \| 0 \| \| 10 \| Schweden \| 2218 \| 0 \| |             |        |       |
| Rang | Land        | Punkte | Siege |
| 01 | Deutschland | 3737   | 4     |
| 02 | Russland    | 3681   | 3     |
| 03 | Italien     | 3643   | 4     |
| 04 | Belarus     | 3528   | 2     |
| 05 | Frankreich  | 3513   | 4     |
| 06 | Norwegen    | 3395   | 1     |
| 07 | Tschechien  | 3240   | 0     |
| 08 | Österreich  | 3114   | 0     |
| 09 | Slowenien   | 2611   | 0     |
| 10 | Schweden    | 2218   | 0     |

### Tabelle
| Rang | Name                  | Punkte |
| ---- | --------------------- | ------ |
| 01   | Patrice Bailly-Salins | 193    |
| 02   | Sven Fischer          | 191    |
| 03   | Frank Luck            | 163    |
| 04   | Waleri Kirijenko      | 147    |
| 05   | Wilfried Pallhuber    | 142    |
| 06   | Ricco Groß            | 142    |
| 07   | Sergei Tarassow       | 141    |
| 08   | Wiktor Maigurow       | 137    |
| 09   | Andreas Zingerle      | 136    |
| 10   | Wladimir Dratschow    | 113    |
| 11   | Hervé Flandin         | 110    |
| 12   | Wadsim Saschuryn      | 106    |
| 13   | Sylfest Glimsdal      | 100    |
| 14   | Jiří Holubec          | 87     |
| 15   | Petr Garabík          | 84     |
| 16   | Ludwig Gredler        | 82     |
| 17   | Pieralberto Carrara   | 80     |
| 18   | Patrick Favre         | 71     |
| 19   | Hubert Leitgeb        | 69     |
| 20   | Mark Kirchner         | 68     |
| 21   | Aljaksandr Papou      | 68     |
| 22   | Vesa Hietalahti       | 67     |
| 23   | Ivan Masařík          | 64     |
| 24   | Johann Passler        | 63     |
| 25   | Aleh Ryschankou       | 61     |
| 26   | Jens Steinigen        | 60     |
| 27   | Jon Åge Tyldum        | 57     |
| 28   | Ole Einar Bjørndalen  | 57     |
| 29   | Alfred Eder           | 56     |
| 30   | Peter Sendel          | 55     |

| Rang | Name                | Punkte |
| ---- | ------------------- | ------ |
| 31   | Sergei Tschepikow   | 54     |
| 32   | Halvard Hanevold    | 50     |
| 33   | Wladimir Psarew     | 49     |
| 34   | Marco Morgenstern   | 41     |
| 35   | Wolfgang Perner     | 39     |
| 36   | Lionel Laurent      | 37     |
| 37   | Franz Schuler       | 36     |
| 38   | Waleri Medwedzew    | 32     |
| 39   | Igor Chochrjakow    | 29     |
| 40   | Xavier Blond        | 27     |
| 41   | Alexei Kobelew      | 27     |
| 42   | Elmar Mutschlechner | 25     |
| 43   | Tomasz Sikora       | 24     |
| 44   | Harri Eloranta      | 24     |
| 45   | Steffen Hoos        | 22     |
| 46   | Janez Ožbolt        | 22     |
| 47   | Stéphane Bouthiaux  | 22     |
| 48   | Gennadi Karpinkin   | 20     |
| 49   | Dmitri Pantow       | 20     |
| 50   | Ivar Ulekleiv       | 20     |
| 51   | Thierry Dusserre    | 19     |
| 52   | Matjaž Poklukar     | 19     |
| 53   | Edmund Zitturi      | 18     |
| 54   | Roman Swonkow       | 18     |
| 55   | Mikael Löfgren      | 15     |
| 56   | Steve Cyr           | 15     |
| 57   | Jauhen Redskin      | 15     |
| 58   | Jure Velepec        | 14     |
| 59   | Frode Andresen      | 14     |
| 60   | Misao Kodate        | 12     |

| Rang | Name                 | Punkte |
| ---- | -------------------- | ------ |
| 61   | Franck Perrot        | 10     |
| 62   | Martin Pfurtscheller | 10     |
| 63   | Waleri Iwanow        | 10     |
| 64   | Pjotr Iwaschka       | 10     |
| 65   | Anders Mannelqvist   | 9      |
| 66   | Martin Rypl          | 9      |
| 67   | Kalju Ojaste         | 8      |
| 68   | Jaakko Niemi         | 7      |
| 69   | Wiesław Ziemianin    | 6      |
| 70   | Fredrik Kuoppa       | 6      |
| 71   | Taras Dolnyj         | 4      |
| 72   | Tomáš Kos            | 3      |
| 73   | Reinhard Neuner      | 3      |
| 74   | Bostjan Lekan        | 2      |
| 75   | David Jarackie       | 2      |
| 76   | Hannes Obererlacher  | 2      |
| 77   | Thierry Gerbier      | 1      |
| 78   | Pawel Muslimow       | 1      |
| 79   | Pavel Kotraba        | 1      |

## Frauen

### Resultate
| 1. Weltcup in Bad Gastein, 9. Dezember 1993 – 12. Dezember 1993 | 1. Weltcup in Bad Gastein, 9. Dezember 1993 – 12. Dezember 1993 | 1. Weltcup in Bad Gastein, 9. Dezember 1993 – 12. Dezember 1993                    | 1. Weltcup in Bad Gastein, 9. Dezember 1993 – 12. Dezember 1993 | 1. Weltcup in Bad Gastein, 9. Dezember 1993 – 12. Dezember 1993            |
| --------------------------------------------------------------- | --------------------------------------------------------------- | ---------------------------------------------------------------------------------- | --------------------------------------------------------------- | -------------------------------------------------------------------------- |
| Datum                                                           | Disziplin                                                       | Erster Platz                                                                       | Zweiter Platz                                                   | Dritter Platz                                                              |
| 9. Dezember 1993 (Do.)                                          | Einzel (15 km)                                                  | Nathalie Santer                                                                    | Nadija Bjelowa                                                  | Simone Greiner-Petter-Memm                                                 |
| 11. Dezember 1993 (Sa.)                                         | Sprint (7,5 km)                                                 | Nathalie Santer                                                                    | Hildegunn Fossen                                                | Gunn Margit Andreassen                                                     |
| 12. Dezember 1993 (So.)                                         | Staffel (4 × 7,5 km)                                            | NorwegenElin Kristiansen Annette Sikveland Gunn Margit Andreassen Hildegunn Fossen | TschechienJana Kulhavá Jiřina Pelcová Iveta Knížková Eva Háková | FrankreichDelphyne Heymann Emmanuelle Claret Véronique Claudel Anne Briand |

| 2. Weltcup auf der Pokljuka, 16. Dezember 1993 – 19. Dezember 1993 | 2. Weltcup auf der Pokljuka, 16. Dezember 1993 – 19. Dezember 1993 | 2. Weltcup auf der Pokljuka, 16. Dezember 1993 – 19. Dezember 1993                  | 2. Weltcup auf der Pokljuka, 16. Dezember 1993 – 19. Dezember 1993        | 2. Weltcup auf der Pokljuka, 16. Dezember 1993 – 19. Dezember 1993       |
| ------------------------------------------------------------------ | ------------------------------------------------------------------ | ----------------------------------------------------------------------------------- | ------------------------------------------------------------------------- | ------------------------------------------------------------------------ |
| Datum                                                              | Disziplin                                                          | Erster Platz                                                                        | Zweiter Platz                                                             | Dritter Platz                                                            |
| 16. Dezember 1993 (Do.)                                            | Einzel (15 km)                                                     | Anne Briand                                                                         | Natalja Snytina                                                           | Nathalie Santer                                                          |
| 18. Dezember 1993 (Sa.)                                            | Sprint (7,5 km)                                                    | Elin Kristiansen                                                                    | Anne Elvebakk                                                             | Nathalie Santer                                                          |
| 19. Dezember 1993 (So.)                                            | Staffel (4 × 7,5 km)                                               | BelarusIryna Kakujewa Natallja Permjakawa Natallja Ryschankowa Swjatlana Paramyhina | NorwegenElin Kristiansen Annette Sikveland Anne Elvebakk Hildegunn Fossen | FrankreichCorinne Niogret Véronique Claudel Delphyne Heymann Anne Briand |

| 3. Weltcup in Ruhpolding, 13. Januar 1994 – 16. Januar 1994 | 3. Weltcup in Ruhpolding, 13. Januar 1994 – 16. Januar 1994 | 3. Weltcup in Ruhpolding, 13. Januar 1994 – 16. Januar 1994              | 3. Weltcup in Ruhpolding, 13. Januar 1994 – 16. Januar 1994                | 3. Weltcup in Ruhpolding, 13. Januar 1994 – 16. Januar 1994           |
| ----------------------------------------------------------- | ----------------------------------------------------------- | ------------------------------------------------------------------------ | -------------------------------------------------------------------------- | --------------------------------------------------------------------- |
| Datum                                                       | Disziplin                                                   | Erster Platz                                                             | Zweiter Platz                                                              | Dritter Platz                                                         |
| 13. Januar 1994 (Do.)                                       | Einzel (15 km)                                              | Emmanuelle Claret                                                        | Swjatlana Paramyhina                                                       | Corinne Niogret                                                       |
| 15. Januar 1994 (Sa.)                                       | Sprint (7,5 km)                                             | Swjatlana Paramyhina                                                     | Nathalie Santer                                                            | Nadeschda Talanowa                                                    |
| 16. Januar 1994 (So.)                                       | Staffel (4 × 7,5 km)                                        | FrankreichCorinne Niogret Véronique Claudel Delphyne Heymann Anne Briand | DeutschlandUschi Disl Simone Greiner-Petter-Memm Antje Harvey Petra Schaaf | RusslandOlga Simuschina Anfissa Reszowa Natalja Snytina Luisa Noskowa |

| 4. Weltcup in Antholz, 20. Januar 1994 – 23. Januar 1994 | 4. Weltcup in Antholz, 20. Januar 1994 – 23. Januar 1994 | 4. Weltcup in Antholz, 20. Januar 1994 – 23. Januar 1994                   | 4. Weltcup in Antholz, 20. Januar 1994 – 23. Januar 1994                     | 4. Weltcup in Antholz, 20. Januar 1994 – 23. Januar 1994                 |
| -------------------------------------------------------- | -------------------------------------------------------- | -------------------------------------------------------------------------- | ---------------------------------------------------------------------------- | ------------------------------------------------------------------------ |
| Datum                                                    | Disziplin                                                | Erster Platz                                                               | Zweiter Platz                                                                | Dritter Platz                                                            |
| 20. Januar 1994 (Do.)                                    | Einzel (15 km)                                           | Anne Briand                                                                | Ljubow Beljakowa                                                             | Uschi Disl                                                               |
| 22. Januar 1994 (Sa.)                                    | Sprint (7,5 km)                                          | Swjatlana Paramyhina                                                       | Antje Harvey                                                                 | Olga Simuschina                                                          |
| 23. Januar 1994 (So.)                                    | Staffel (4 × 7,5 km)                                     | DeutschlandUschi Disl Petra Schaaf Simone Greiner-Petter-Memm Antje Harvey | NorwegenAnn-Elen Skjelbreid Annette Sikveland Anne Elvebakk Hildegunn Fossen | FrankreichCorinne Niogret Véronique Claudel Delphyne Heymann Anne Briand |

| 5. Weltcup in Hinton, 10. März 1994 – 13. März 1994 | 5. Weltcup in Hinton, 10. März 1994 – 13. März 1994 | 5. Weltcup in Hinton, 10. März 1994 – 13. März 1994                        | 5. Weltcup in Hinton, 10. März 1994 – 13. März 1994                         | 5. Weltcup in Hinton, 10. März 1994 – 13. März 1994                    |
| --------------------------------------------------- | --------------------------------------------------- | -------------------------------------------------------------------------- | --------------------------------------------------------------------------- | ---------------------------------------------------------------------- |
| Datum                                               | Disziplin                                           | Erster Platz                                                               | Zweiter Platz                                                               | Dritter Platz                                                          |
| 10. März 1994 (Do.)                                 | Einzel (15 km)                                      | Swjatlana Paramyhina                                                       | Véronique Claudel                                                           | Anne Briand                                                            |
| 12. März 1994 (Sa.)                                 | Sprint (7,5 km)                                     | Swjatlana Paramyhina                                                       | Véronique Claudel                                                           | Uschi Disl                                                             |
| 13. März 1994 (So.)                                 | Staffel (4 × 7,5 km)                                | DeutschlandUschi Disl Petra Schaaf Simone Greiner-Petter-Memm Antje Harvey | FrankreichNathalie Beausire Véronique Claudel Emmanuelle Claret Anne Briand | NorwegenAnn-Elen Skjelbreid Åse Idland Anne Elvebakk Annette Sikveland |

| 6. Weltcup in Canmore, 17. März 1994 – 20. März 1994 | 6. Weltcup in Canmore, 17. März 1994 – 20. März 1994 | 6. Weltcup in Canmore, 17. März 1994 – 20. März 1994                                | 6. Weltcup in Canmore, 17. März 1994 – 20. März 1994                        | 6. Weltcup in Canmore, 17. März 1994 – 20. März 1994                            |
| ---------------------------------------------------- | ---------------------------------------------------- | ----------------------------------------------------------------------------------- | --------------------------------------------------------------------------- | ------------------------------------------------------------------------------- |
| Datum                                                | Disziplin                                            | Erster Platz                                                                        | Zweiter Platz                                                               | Dritter Platz                                                                   |
| 15. März 1994 (Di.)                                  | Team (7,5 km) (WM)                                   | BelarusNatallja Permjakawa Natallja Ryschankowa Iryna Kakujewa Swjatlana Paramyhina | NorwegenAnn-Elen Skjelbreid Åse Idland Annette Sikveland Hildegunn Fossen   | FrankreichEmmanuelle Claret Nathalie Beausire Corinne Niogret Véronique Claudel |
| 17. März 1994 (Do.)                                  | Einzel (15 km)                                       | Uschi Disl                                                                          | Myriam Bédard                                                               | Nathalie Santer                                                                 |
| 19. März 1994 (Sa.)                                  | Sprint (7,5 km)                                      | Nadeschda Talanowa                                                                  | Swjatlana Paramyhina                                                        | Nathalie Santer                                                                 |
| 20. März 1994 (So.)                                  | Staffel(4 × 7,5 km)                                  | DeutschlandUschi Disl Petra Schaaf Simone Greiner-Petter-Memm Antje Harvey          | Vereinigte StaatenBeth Coats Joan Miller Smith Laurie Tavares Ntala Skinner | NorwegenAnn-Elen Skjelbreid Åse Idland Hildegunn Mikkelsplass Annette Sikveland |

### Weltcupstände
| Endstand nach 12 Rennen (Top 10) |                            |        |       |
| \| Rang \| Name \| Punkte \| Siege \| \| ---- \| -------------------------- \| ------ \| ----- \| \| 01 \| Swjatlana Paramyhina \| 215 \| 4 \| \| 02 \| Nathalie Santer \| 204 \| 2 \| \| 03 \| Anne Briand \| 173 \| 2 \| \| 04 \| Uschi Disl \| 167 \| 1 \| \| 05 \| Nadeschda Talanowa \| 138 \| 1 \| \| 06 \| Simone Greiner-Petter-Memm \| 136 \| 0 \| \| 07 \| Myriam Bédard \| 134 \| 0 \| \| 08 \| Véronique Claudel \| 127 \| 0 \| \| 09 \| Hildegunn Fossen \| 121 \| 0 \| \| 10 \| Petra Schaaf \| 119 \| 0 \| |                            |        |       |
| Rang | Name                       | Punkte | Siege |
| 01 | Swjatlana Paramyhina       | 215    | 4     |
| 02 | Nathalie Santer            | 204    | 2     |
| 03 | Anne Briand                | 173    | 2     |
| 04 | Uschi Disl                 | 167    | 1     |
| 05 | Nadeschda Talanowa         | 138    | 1     |
| 06 | Simone Greiner-Petter-Memm | 136    | 0     |
| 07 | Myriam Bédard              | 134    | 0     |
| 08 | Véronique Claudel          | 127    | 0     |
| 09 | Hildegunn Fossen           | 121    | 0     |
| 10 | Petra Schaaf               | 119    | 0     |

| Rang | Name                       | Punkte | Siege |
| ---- | -------------------------- | ------ | ----- |
| 01   | Nathalie Santer            | 100    | 1     |
| 02   | Swjatlana Paramyhina       | 99     | 1     |
| 03   | Anne Briand                | 97     | 2     |
| 04   | Uschi Disl                 | 88     | 1     |
| 05   | Simone Greiner-Petter-Memm | 80     | 0     |
| 06   | Petra Schaaf               | 80     | 0     |
| 07   | Emmanuelle Claret          | 65     | 1     |
| 08   | Myriam Bédard              | 61     | 0     |
| 09   | Nadeschda Talanowa         | 56     | 0     |
| 10   | Véronique Claudel          | 54     | 0     |

| Rang | Name                       | Punkte | Siege |
| ---- | -------------------------- | ------ | ----- |
| 01   | Swjatlana Paramyhina       | 116    | 3     |
| 02   | Nathalie Santer            | 104    | 1     |
| 03   | Nadeschda Talanowa         | 82     | 1     |
| 04   | Uschi Disl                 | 79     | 0     |
| 05   | Anne Briand                | 76     | 0     |
| 06   | Antje Harvey               | 73     | 0     |
| 07   | Véronique Claudel          | 73     | 0     |
| 08   | Myriam Bédard              | 73     | 0     |
| 09   | Hildegunn Fossen           | 68     | 0     |
| 10   | Simone Greiner-Petter-Memm | 56     | 0     |

| Rang | Land        | Punkte | Siege |
| ---- | ----------- | ------ | ----- |
| 01   | Deutschland | 116    | 3     |
| 02   | Norwegen    | 106    | 1     |
| 03   | Frankreich  | 104    | 1     |
| 04   | Russland    | 87     | 0     |
| 05   | Tschechien  | 85     | 0     |
| 06   | Belarus     | 82     | 1     |
| 07   | Kanada      | 74     | 0     |
| 08   | Schweden    | 65     | 0     |
| 09   | Bulgarien   | 63     | 0     |
| 10   | Finnland    | 61     | 0     |

| Endstand nach 18 Rennen (Top 10) |                    |        |       |
| \| Rang \| Land \| Punkte \| Siege \| \| ---- \| ------------------ \| ------ \| ----- \| \| 01 \| Deutschland \| 3658 \| 4 \| \| 02 \| Frankreich \| 3640 \| 4 \| \| 03 \| Russland \| 3605 \| 1 \| \| 04 \| Norwegen \| 3579 \| 2 \| \| 05 \| Tschechien \| 3244 \| 0 \| \| 06 \| Belarus \| 3092 \| 5 \| \| 07 \| Kanada \| 3036 \| 0 \| \| 08 \| Vereinigte Staaten \| 2938 \| 0 \| \| 09 \| Ukraine \| 2663 \| 0 \| \| 10 \| Bulgarien \| 2460 \| 0 \| |                    |        |       |
| Rang | Land               | Punkte | Siege |
| 01 | Deutschland        | 3658   | 4     |
| 02 | Frankreich         | 3640   | 4     |
| 03 | Russland           | 3605   | 1     |
| 04 | Norwegen           | 3579   | 2     |
| 05 | Tschechien         | 3244   | 0     |
| 06 | Belarus            | 3092   | 5     |
| 07 | Kanada             | 3036   | 0     |
| 08 | Vereinigte Staaten | 2938   | 0     |
| 09 | Ukraine            | 2663   | 0     |
| 10 | Bulgarien          | 2460   | 0     |

### Tabelle

#### Ergebnisse Athletinnen
| Pos. | Biathlet                 | Bad Gastein | Bad Gastein | Pokljuka | Pokljuka | Ruhpolding | Ruhpolding | Antholz | Antholz | Hinton | Hinton | Canmore | Canmore | Punkte |
| Pos. | Biathlet                 | Ez          | Sp          | Ez       | Sp       | Ez         | Sp         | Ez      | Sp      | Ez     | Sp     | Ez      | Sp      | Punkte |
| ---- | ------------------------ | ----------- | ----------- | -------- | -------- | ---------- | ---------- | ------- | ------- | ------ | ------ | ------- | ------- | ------ |
| 01   | Swjatlana Paramyhina     | 014         | 005         | 005      | 007      | 002        | 001        | 034     | 001     | 001    | 001    | 004     | 002     | 215    |
| 02   | Nathalie Santer          | 001         | 001         | 003      | 003      | 006        | 002        | 004     | 007     | 014    | 008    | 003     | 003     | 204    |
| 03   | Anne Briand              | 022         | 006         | 001      | 004      | 014        | 014        | 001     | 004     | 003    | 014    | 013     | 024     | 173    |
| 04   | Uschi Disl               | 023         | 016         | 009      | 038      | 012        | 004        | 003     | 010     | 009    | 003    | 001     | 009     | 167    |
| 05   | Nadeschda Talanowa       | 010         | 044         | 006      | 020      | 051        | 003        | 067     | 047     | 007    | 004    | 025     | 001     | 138    |
| 06   | Simone Greiner-Petter-M. | 003         | 007         | 011      | 009      | 009        | 021        | 014     | 083     | 005    | 023    | 008     | 011     | 136    |
| 07   | Myriam Bédard            | –           | –           | 017      | 032      | 021        | 006        | 005     | 005     | –      | 013    | 002     | 007     | 134    |
| 08   | Véronique Claudel        | 005         | 011         | 024      | 010      | 022        | 018        | 042     | 016     | 002    | 002    | 023     | 010     | 127    |
| 09   | Hildegunn Fossen         | 017         | 002         | 004      | 006      | 019        | 028        | –       | 020     | 011    | 010    | 031     | 032     | 121    |
| 10   | Petra Schaaf             | 007         | 020         | –        | –        | 005        | 026        | 068     | –       | 006    | 007    | 006     | 012     | 119    |
| 11   | Emmanuelle Claret        | 041         | 015         | 044      | 046      | 001        | 017        | 052     | 026     | 008    | 006    | 009     | 014     | 117    |
| 12   | Antje Harvey             | –           | –           | –        | –        | 004        | 007        | 026     | 002     | 004    | 005    | 029     | 019     | 117    |
| 13   | Elin Kristiansen         | 004         | 022         | 012      | 001      | 024        | 015        | –       | –       | –      | –      | –       | –       | 83     |
| 14   | Ljubow Beljakowa         | 057         | 019         | 014      | 008      | 027        | –          | 002     | 012     | –      | –      | –       | –       | 77     |
| 15   | Corinne Niogret          | –           | –           | 051      | 047      | 003        | 032        | 017     | 008     | 022    | 018    | 015     | 025     | 75     |
| 16   | Nadija Bjelowa           | 002         | 014         | 008      | 031      | 028        | 020        | 047     | 014     | –      | –      | –       | –       | 74     |
| 17   | Annette Sikveland        | 009         | 017         | 026      | 030      | 067        | 029        | –       | 028     | 018    | 017    | 012     | 013     | 70     |
| 18   | Jelena Belowa            | 053         | 025         | 018      | 020      | 025        | 048        | 075     | 045     | 012    | 016    | 018     | 005     | 69     |
| 19   | Åse Idland               | 018         | 048         | 041      | 013      | –          | –          | –       | –       | 013    | 011    | 033     | 008     | 67     |
| 20   | Iryna Kakujewa           | 052         | 012         | 016      | 017      | 013        | 067        | –       | 030     | –      | –      | 007     | 035     | 65     |
| 21   | Natalja Snytina          | 026         | 013         | 002      | 065      | 011        | –          | –       | –       | 031    | 022    | –       | 021     | 63     |
| 22   | Anne Elvebakk            | 013         | 041         | 046      | 002      | 016        | 023        | –       | 033     | –      | 015    | –       | 029     | 63     |
| 23   | Joan Miller Smith        | –           | –           | –        | –        | 042        | 027        | 094     | 024     | 010    | 024    | 005     | 004     | 63     |
| 24   | Jiřina Pelcová           | 055         | 004         | 010      | 022      | 007        | 039        | 069     | 036     | –      | –      | –       | –       | 61     |
| 25   | Eva Háková               | 027         | 032         | 022      | 016      | 020        | 080        | 008     | 035     | 019    | 021    | 011     | 026     | 61     |
| 26   | Olga Simuschina          | –           | –           | –        | –        | 031        | 005        | 013     | 003     | –      | –      | –       | –       | 58     |
| 27   | Luisa Noskowa            | –           | –           | –        | –        | 017        | 009        | –       | 013     | 020    | –      | 022     | 030     | 49     |
| 28   | Nathalie Beausire        | 044         | 039         | –        | 071      | 043        | 060        | 058     | 053     | 015    | 009    | 030     | 006     | 48     |
| 29   | Ann-Elen Skjelbreid      | –           | –           | –        | –        | 076        | 013        | –       | 038     | 024    | 019    | 014     | 016     | 44     |
| 30   | Martina Jašicová         | 011         | 023         | 021      | 057      | 053        | 044        | 006     | 051     | –      | –      | –       | –       | 43     |
| 31   | Swetlana Panjutina       | 008         | 021         | 007      | 058      | –          | –          | –       | –       | –      | –      | –       | –       | 42     |
| 32   | Olena Petrowa            | 045         | –           | –        | –        | 008        | 024        | 021     | 009     | –      | –      | –       | –       | 42     |
| 33   | Natallja Permjakawa      | 031         | 071         | 049      | 060      | 010        | 016        | 095     | –       | –      | –      | 016     | 020     | 42     |
| 34   | Delphyne Heymann-Burlet  | 012         | 027         | 013      | 015      | 089        | 033        | 022     | 055     | –      | –      | –       | –       | 42     |
| 35   | Iveta Knížková           | 006         | 043         | 020      | 066      | 078        | 019        | 025     | 019     | –      | –      | –       | –       | 41     |
| 36   | Marina Skolota           | 037         | 052         | –        | –        | 064        | 008        | 077     | 006     | –      | –      | –       | –       | 38     |
| 37   | Beth Coats               | –           | –           | –        | –        | 018        | 054        | 049     | 029     | 021    | 020    | 010     | 027     | 35     |
| 38   | Ekaterina Dafowska       | 015         | 045         | 075      | 005      | 041        | 092        | 070     | 037     | –      | –      | –       | –       | 32     |
| 39   | Andreja Grašič           | 024         | 042         | 092      | 073      | 052        | 022        | 043     | 025     | 027    | 012    | 028     | 015     | 32     |
| 40   | Olena Subrylowa          | 050         | 026         | –        | –        | 026        | 010        | 011     | 058     | –      | –      | –       | –       | 31     |
| 41   | Irena Česneková          | 035         | 023         | 015      | 028      | –          | –          | 012     | 048     | –      | –      | –       | –       | 28     |
| 42   | Gabriela Lehká           | 073         | 028         | 029      | 092      | 038        | 011        | 015     | 082     | –      | –      | –       | –       | 26     |
| 43   | Krista Lepik             | 063         | 009         | 066      | 018      | –          | –          | –       | –       | –      | –      | –       | –       | 25     |
| 44   | Gunn Margit Andreassen   | 064         | 003         | 056      | 044      | 060        | 065        | –       | –       | –      | –      | –       | –       | 24     |
| 45   | Tuija Vuoksiala          | 066         | 094         | 019      | 040      | –          | –          | 038     | 011     | –      | –      | –       | –       | 22     |
| 46   | Galina Kuklewa           | 039         | 008         | 023      | 063      | –          | –          | –       | –       | –      | –      | –       | –       | 21     |
| 47   | Lise Meloche             | 067         | 031         | –        | 034      | 046        | 046        | 040     | 060     | 016    | 030    | 019     | 023     | 20     |
| 48   | Ieva Cederštrēma         | –           | –           | –        | –        | 033        | 031        | 007     | 032     | –      | –      | –       | –       | 19     |
| 49   | Nadeschda Alexiewa       | 021         | 097         | 039      | 012      | 050        | 090        | 033     | 078     | –      | –      | –       | –       | 19     |
| 50   | Tuija Sikiö              | 016         | 018         | 060      | 055      | –          | –          | 027     | 068     | –      | –      | –       | –       | 18     |
| 51   | Yvonne Visser            | 085         | 046         | –        | –        | 085        | 108        | 090     | 093     | 017    | 031    | 017     | 031     | 18     |
| 52   | Swetlana Petschorskaja   | –           | –           | –        | –        | 029        | –          | 009     | –       | –      | –      | –       | –       | 17     |
| 53   | Laurie Tavares           | –           | –           | –        | –        | 093        | 068        | 018     | 052     | –      | 027    | 021     | 022     | 17     |
| 54   | Jana Kulhavá             | 028         | 010         | –        | –        | 058        | 098        | 030     | 049     | –      | –      | –       | –       | 16     |
| 55   | Anfissa Reszowa          | –           | –           | –        | –        | –          | 057        | 010     | 039     | –      | –      | –       | –       | 16     |
| 56   | Soňa Mihoková            | 034         | 054         | 062      | 011      | 068        | 064        | 036     | 057     | –      | –      | –       | –       | 15     |
| 57   | Natallja Ryschankowa     | 047         | 079         | 059      | 014      | 023        | 036        | 035     | –       | –      | –      | –       | –       | 15     |
| 58   | Sylvia Kaden             | 049         | 057         | 054      | 088      | 074        | 012        | 066     | 080     | –      | –      | –       | –       | 14     |
| 59   | Iwa Schkodrewa           | 040         | 059         | 061      | 019      | 039        | 042        | 024     | 021     | –      | –      | –       | –       | 14     |
| 60   | Kerryn Rim               | 080         | 089         | 033      | 074      | 030        | 047        | 032     | 015     | –      | –      | –       | –       | 11     |
| 61   | Irina Mileschina         | –           | –           | –        | –        | 015        | 043        | 039     | 074     | –      | –      | –       | –       | 11     |
| 62   | Adina Țuțulan-Șotropa    | 087         | 070         | 078      | 042      | –          | –          | 016     | 081     | –      | –      | –       | –       | 10     |
| 63   | Mari Lampinen            | –           | 029         | 025      | 029      | –          | –          | 028     | 017     | –      | –      | –       | –       | 10     |
| 64   | Ntala Skinner            | –           | –           | –        | –        | –          | 088        | 041     | 084     | –      | –      | 027     | 017     | 9      |
| 65   | Ljudmila Arlouskaja      | 019         | 072         | 079      | 024      | 100        | 052        | 059     | 054     | –      | –      | –       | –       | 9      |
| 66   | Gillian Sharp            | –           | –           | –        | –        | –          | –          | –       | –       | 029    | 029    | 034     | 018     | 8      |
| 67   | Petra Weschollek         | 062         | 030         | 043      | 036      | 035        | 045        | 061     | 018     | –      | –      | –       | –       | 8      |
| 68   | Marija Manolowa          | 029         | 084         | 034      | 059      | 036        | 070        | 019     | 061     | –      | –      | –       | –       | 7      |
| 69   | Kairi Paasuke            | –           | –           | –        | –        | –          | –          | –       | –       | 025    | 036    | 020     | 037     | 7      |
| 70   | Anna Murínová            | 025         | 078         | 072      | 039      | 087        | 051        | 020     | 090     | –      | –      | –       | –       | 7      |
| 71   | Martina Zellner          | –           | –           | –        | –        | 071        | 025        | 078     | 071     | 023    | 025    | 024     | 038     | 7      |
| 72   | Petra Nosková            | 020         | 076         | 053      | 097      | 061        | 053        | –       | –       | –      | –      | –       | –       | 6      |
| 73   | Walentyna Zerbe-Nessina  | –           | –           | –        | –        | 040        | 041        | 054     | 022     | –      | –      | –       | –       | 4      |
| 74   | Iryna Merkuschina        | 038         | 047         | –        | –        | 057        | 055        | 031     | 023     | –      | –      | –       | –       | 3      |
| 75   | Signe Trosten            | 042         | 036         | 037      | 023      | –          | –          | –       | –       | –      | –      | –       | –       | 3      |
| 76   | Wang Jinping             | 074         | 093         | 036      | 078      | 072        | 094        | 023     | 046     | –      | –      | –       | –       | 3      |
| 77   | Jane Isakson             | 059         | 060         | 069      | 025      | 054        | 100        | 082     | 079     | –      | 033    | –       | 041     | 1      |

| Legende | Legende | Legende | Legende                                                    |
| ------- | ------- | ------- | ---------------------------------------------------------- |
| 1       | 2       | 3       | Podest-Platzierungen                                       |
| 4–10    | 4–10    | 4–10    | übrige Top-10-Platzierungen                                |
| 11–25   | 11–25   | 11–25   | Rennen innerhalb der Punkteränge beendet                   |
| ab 26   | ab 26   | ab 26   | Rennen außerhalb der Punkteränge beendet                   |
| LAP     | LAP     | LAP     | Lapped / Überrundet und damit ausgeschieden                |
| DNF     | DNF     | DNF     | Did not finish / Rennen begonnen aber nicht beendet        |
| DNS     | DNS     | DNS     | Did not start / Gemeldet, aber nicht zum Rennen angetreten |